# Rowena Webster
Rowena Evelyn Webster (Melbourne, 27 dicembre 1987) è una pallanuotista australiana.

## Palmarès
- Giochi olimpici

Londra 2012: bronzo.
- Mondiali

Barcellona 2013: argento.
- Coppa del mondo

Christchurch 2010: argento.
- World League

Kiriši 2009: bronzo.
La Jolla 2010: argento.
- Mondiali - Juniores

Porto 2007: oro.
- Canada Cup

2011: oro.